# Ustanowienie Eucharystii

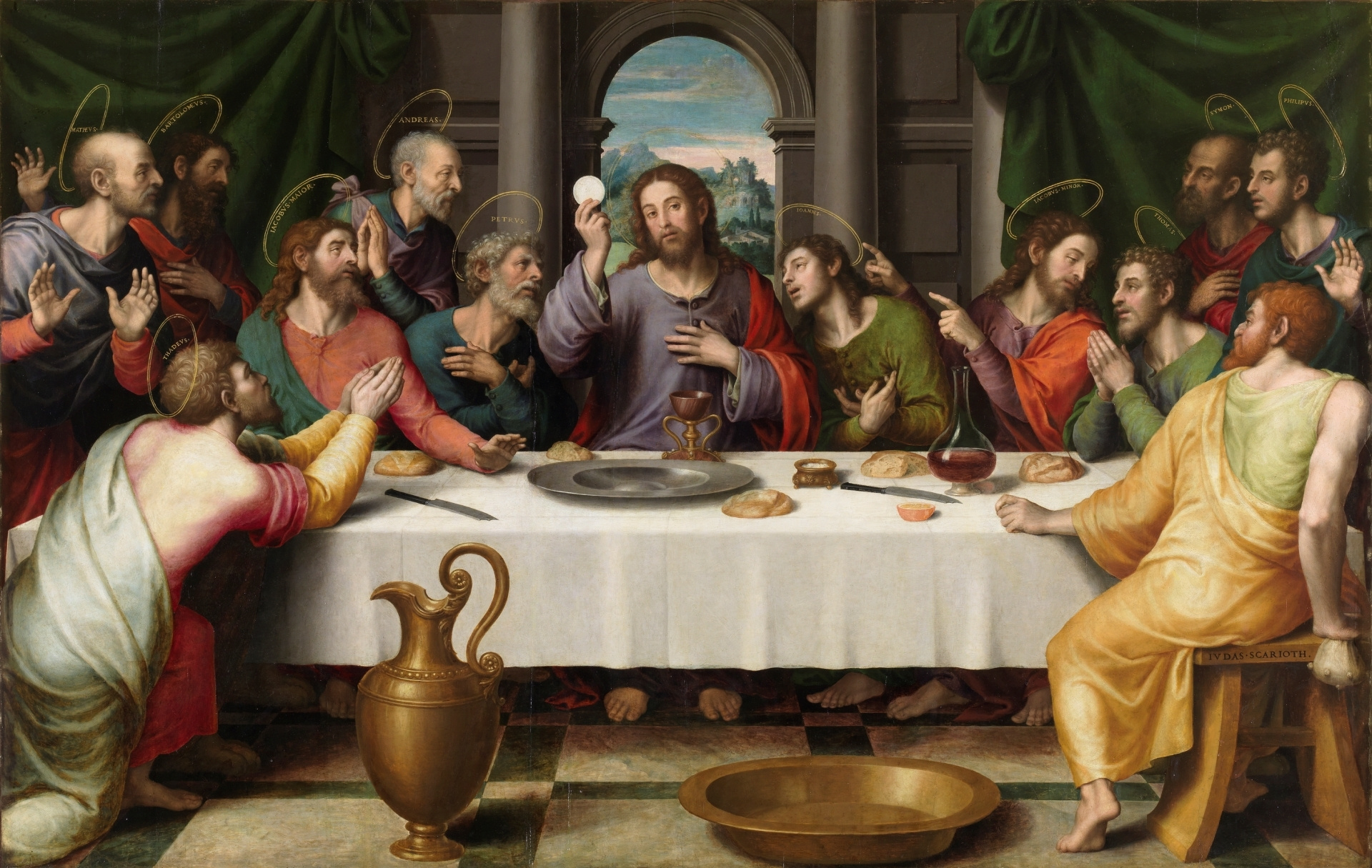
Jezus ustanawia Eucharystię podczas Ostatniej Wieczerzy. Juan de Juanes, XVI w.

Ustanowienie Eucharystii – według doktryn ewangelickich i katolickiej Eucharystia została ustanowiona przez Jezusa Chrystusa podczas Ostatniej Wieczerzy spożytej z Apostołami w Wielki Czwartek.
W trakcie wieczerzy Chrystus łamał i rozdawał chleb ze słowami „Bierzcie i jedzcie, to jest Ciało moje” (Mt 26,26). Po wieczerzy podał Apostołom kielich wypełniony winem ze słowami „Pijcie z niego wszyscy, bo to jest moja Krew Przymierza, która za wielu będzie wylana na odpuszczenie grzechów” (Mt 26,27-28). Równoległe opisy ustanowienia Eucharystii znajdują się w pozostałych Ewangeliach synoptycznych (Mk 14,22-24; Łk 22,19-20) oraz w 1 Kor 11, 24-26.

## Opisy ustanowienia
Cztery fragmenty Nowego Testamentu mówią o Ostatniej Wieczerzy i ustanowieniu Eucharystii w trakcie jej trwania. Ze względu na podobieństwa i różnice, egzegeci uznają, że opisy są zapisem różnych tradycji liturgicznych sprawowania Eucharystii w lokalnych wspólnotach. Wyróżnia się dwie tradycje: antiocheńską i palestyńską. Opis ustanowienia Eucharystii według tradycji liturgicznej pochodzącej przypuszczalnie ze wspólnot z Antiochii oraz Azji Mniejszej znajduje się w Ewangelii św. Łukasza 22, 14-20 oraz we fragmencie z 1 Listu do Koryntian 11,23nn św. Pawła. Z kolei przypuszcza się, ze względu na styl zbliżony do aramejskiego, że według liturgicznej tradycji pochodzącej z Palestyny napisany został opis z Ewangelii św. Marka 14, 22-26 oraz Mateusza 26, 26-30. W tradycji antiocheńskiej, Jezus określa swoje ciało jako wydane. Kielich zaś, który staje się krwią Chrystusa, jest wyraźnie określony jako kielich po skończonej wieczerzy. Trzeci rytualny kielich żydowskiego sederu paschalnego, tradycyjnie zwany kielichem błogosławieństwa ((hebr.) kôs šel berākāh).
| 1 Kor 11,23-26 | Łk 22,14-20 | Mk 14,22-25 | Mt 26,26-29 |
| --- | --- | --- | --- |
| Ja bowiem otrzymałem od Pana to, co wam przekazałem, że Pan Jezus tej nocy, kiedy został wydany, wziął chleb i dzięki uczyniwszy połamał i rzekł: «To jest Ciało moje za was [wydane]. Czyńcie to na moją pamiątkę». Podobnie, skończywszy wieczerzę, wziął kielich, mówiąc: «Ten kielich jest Nowym Przymierzem we Krwi mojej. Czyńcie to, ile razy pić będziecie, na moją pamiątkę». Ilekroć bowiem spożywacie ten chleb albo pijecie kielich, śmierć Pańską głosicie, aż przyjdzie. | A gdy nadeszła pora, zajął miejsce u stołu i Apostołowie z Nim. Wtedy rzekł do nich: «Gorąco pragnąłem spożyć Paschę z wami, zanim będę cierpiał. Albowiem powiadam wam: Już jej spożywać nie będę, aż się spełni w królestwie Bożym». Potem wziął kielich i odmówiwszy dziękczynienie rzekł: «Weźcie go i podzielcie między siebie; albowiem powiadam wam: odtąd nie będę już pił z owocu winnego krzewu, aż przyjdzie królestwo Boże». Następnie wziął chleb, odmówiwszy dziękczynienie połamał go i podał mówiąc: «To jest Ciało moje, które za was będzie wydane: to czyńcie na moją pamiątkę!» Tak samo i kielich po wieczerzy, mówiąc: «Ten kielich to Nowe Przymierze we Krwi mojej, która za was będzie wylana. | A gdy jedli, wziął chleb, odmówił błogosławieństwo, połamał i dał im mówiąc: «Bierzcie, to jest Ciało moje». Potem wziął kielich i odmówiwszy dziękczynienie dał im, i pili z niego wszyscy. I rzekł do nich: «To jest moja Krew Przymierza, która za wielu będzie wylana. Zaprawdę, powiadam wam: Odtąd nie będę już pił z owocu winnego krzewu aż do owego dnia, kiedy pić go będę nowy w królestwie Bożym». | A gdy oni jedli, Jezus wziął chleb i odmówiwszy błogosławieństwo, połamał i dał uczniom, mówiąc: «Bierzcie i jedzcie, to jest Ciało moje». Następnie wziął kielich i odmówiwszy dziękczynienie, dał im, mówiąc: «Pijcie z niego wszyscy, bo to jest moja Krew Przymierza, która za wielu będzie wylana na odpuszczenie grzechów. Lecz powiadam wam: Odtąd nie będę już pił z tego owocu winnego krzewu aż do owego dnia, kiedy pić go będę z wami nowy, w królestwie Ojca mojego». |